# Wasserturm Höntrop
Der Wasserturm Höntrop befand sich an der Essener Straße im Stadtteil Höntrop von Bochum.

## Geschichte
Der Wasserturm wurde 1923 für die Versorgung des Höntroper Werk des Bochumer Vereins für Bergbau und Gussstahl in einer mit Ziegeln ausgemauerten Stahlkonstruktion errichtet. Er war 36 m hoch.
Thyssen-Krupp ließ den Turm 2008 abreißen.